# Trump Death Clock
Trump Death Clock ('Trumps dødsur') begyndte som et websted, der blev præsenteret i billboard-form på Times Square. Det viser det antal døde, man mener kan tilskrives den amerikanske præsident Donald Trumps passivitet under COVID-19-pandemien i USA.
Uret blev oprettet efter idé af filminstruktøren Eugene Jarecki.
Billboardet er placeret i krydset mellem Broadway og West 43rd Street på Manhattan i New York City. Tælleren er baseret på påstanden om, at hvis foranstaltninger var blevet iværksat en uge tidligere, ville 60% af de amerikanske COVID-19-dødsfald være undgået.
Den 20. juni 2020 arrangerede Eugene Jarecki en mobil version af tælleren under Trumps Tulsa-rally for at sikre, at Trumps tilhængere "[havde] en mulighed for at træffe et informeret valg baseret på reelle tal." ('real numbers' ~ et mere realistisk antal?)